# Kabinett Päts III

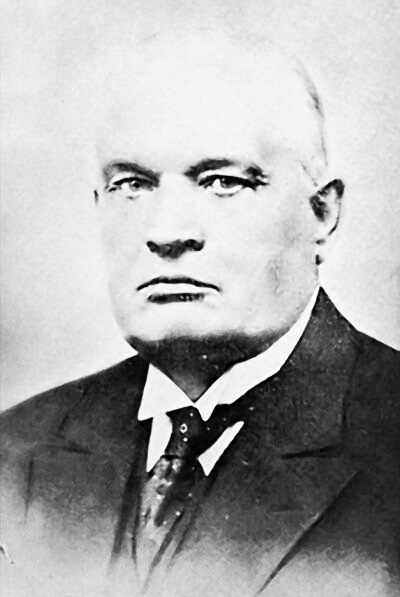
Konstantin Päts, hier in einer Aufnahme von 1934

Regierung der Republik Estland unter dem Staatsältesten Konstantin Päts (Kabinett Päts III). Amtszeit: 12. Februar 1931 bis 19. Februar 1932.

## Regierung
Die Regierung Päts war nach offizieller Zählung die 20. Regierung der Republik Estland seit Ausrufung der staatlichen Unabhängigkeit 1918. Sie blieb 373 Tage im Amt.
Der Koalitionsregierung gehörten an:
- Põllumeeste Kogud (Bund der Landwirte, PK)
- Eesti Rahvaerakond (Estnische Volkspartei, ER)
- Eesti Sotsialistlik Tööliste Partei (Estnische Sozialistische Arbeiterpartei, ESTP)

Die Regierung trat zurück, als sich im Januar 1932 durch die Vereinigung mehrerer Fraktionen und Parteien eine neue Machtkonstellation im Parlament (Riigikogu) gebildet hatte. Sie wurde von einer neuen Regierung unter dem Staatsältesten Jaan Teemant am 19. Februar 1932 abgelöst. Diese blieb wegen der Parlamentswahlen im Mai 1932 allerdings nur kurzzeitig im Amt.

## Kabinett
| Ressort                      | Name             | Amtszeit                | Partei    |
| ---------------------------- | ---------------- | ----------------------- | --------- |
| Staatsältester               | Konstantin Päts  | 12.02.1931 – 19.02.1932 | PK        |
| Außenminister                | Jaan Tõnisson    | 12.02.1931 – 19.02.1932 | ER        |
| Gerichts- und Innenminister  | Jaan Hünerson    | 12.02.1931 – 20.11.1931 | PK        |
| Gerichts- und Innenminister  | Johan Reinhold   | 20.11.1931 – 19.02.1932 | parteilos |
| Landwirtschaftsminister      | August Jürman    | 12.02.1931 – 20.11.1931 | PK        |
| Landwirtschaftsminister      | Jaan Hünerson    | 20.11.1931 – 19.02.1932 | PK        |
| Wirtschaftsminister          | Mihkel Pung      | 12.02.1931 – 20.11.1931 | PK        |
| Wirtschaftsminister          | August Jürman    | 20.11.1931 – 19.02.1932 | PK        |
| Verteidigungsminister        | August Kerem     | 12.02.1931 – 19.02.1932 | ER        |
| Bildungs- und Sozialminister | Jaan Piiskar     | 12.02.1931 – 19.02.1932 | ESTP      |
| Verkehrsminister             | Aleksander Oinas | 12.02.1931 – 19.02.1932 | ESTP      |